# Dragovo, Burgas
Dragovo (în bulgară Драгово) este un sat în comuna Karnobat, regiunea Burgas,  Bulgaria. 

## Demografie
Componența etnică a satului Dragovo
     Turci (5,37%)
     Nicio identificare (94,62%)
     Altele (0%)
La recensământul din 2011, populația satului Dragovo era de 242 locuitori. Nu există o etnie majoritară, locuitorii fiind  și turci (5,37%). Pentru 94,62% din locuitori nu este cunoscută apartenența etnică.